# Caveman
Caveman é um filme estadunidense de 1981 do gênero comédia dirigido por Carl Gottlieb

## Sinopse
Homem pré-histórico vive o drama de amar mulher do chefe de uma tribo inimiga. Ele sai pelo deserto para encontrar a garota de seus sonhos e vive uma série de aventuras. Comédia com Ringo Starr (ex-baterista dos Beatles), Dennis Quaid, Shelley Long e grande elenco. Conta a história dos homens das cavernas, sua evolução e sociedade da forma mais hilária possível. A linguagem do filme são somente algumas palavras e grunidos pré-históricos, o que torna o filme universal.

## Elenco
- Ringo Starr - Atouk
- Dennis Quaid - Lar
- Shelley Long - Tala
- Jack Gilford - Gog
- Barbara Bach - Lana
- Evan C. Kim - Nook
- Carl Lumbly - Bork
- John Matuszak - Tonda
- Avery Schreiber - Ock
- Richard Moll -  Snowman